# 男はつらいよ 寅次郎紅の花
『男はつらいよ 寅次郎紅の花』（おとこはつらいよ とらじろうくれないのはな）は、1995年12月23日に公開された日本映画。『男はつらいよ』シリーズの第48作。同時上映は『サラリーマン専科』。

## 作品概要
- 撮影当時、寅次郎役の渥美清は肝臓の癌が肺にまで転移しており、主治医から前作以来「もう出演は不可能」と診断されていたが、無理を押して出演した（主治医によると、本作に出演できたのは「奇跡に近い」という）。このような経緯もあり、本作での寅次郎はほとんど動かず、座っているシーンが多く、劇中でのテレビで寅次郎が活躍している姿はすべて合成[注 1]で制作されており、このシーンは後述のテレビやDVDでも確認できる。また山田監督も、渥美の体調から「もしかしたら最後になるかもしれない」と考え[3]、浅丘ルリ子が演じるリリーを出演させることに決定した。浅丘のマドンナは第11作『男はつらいよ 寅次郎忘れな草』、第15作『男はつらいよ 寅次郎相合い傘』、第25作『男はつらいよ 寅次郎ハイビスカスの花』に続きこれで4作目で、その浅丘も具合の悪そうな渥美の姿を見て、「もしかしたらこれは最後の作品になるかもしれない」と思ったという。そのため山田監督に「最後の作品になるかもしれないから寅さんとリリーを結婚させてほしい」と頼んだという[4]が、山田洋次は節目の50作までは何とか製作したかった節があり、結局願いは叶えられなかった。そして山田監督や浅丘が懸念した通り、渥美は1996年8月4日に死去し、本作が渥美の遺作となった。ラストの寅次郎の「ご苦労様でした」は、図らずも車寅次郎の、そして渥美の俳優としての最後の台詞となった。
- 寅次郎とリリーの再会話は、山田洋次＋朝間義隆著『シナリオをつくる』（筑摩書房）P36-38が元になっている。
- 泉が結婚するはずだった新郎を演じた前田淳は、諏訪博役の前田吟の実子である。
- 本作が制作された年（1995年）の1月17日には阪神・淡路大震災が起こり、劇中のテレビでも大震災が起こったと紹介されている。そのため町の様子はほぼその当時のものであった。この神戸ロケは当初予定が無かったが被災地の人々の強い要請によるものであり、嘆願書や署名まで提出されたため実現した[5]。地震の記憶も未だ生々しい被災地で喜劇映画を撮るというミスマッチに脚本を逡巡していた山田監督に対し、神戸市長田区でパンの製造・販売をする障害者の作業所を運営する石倉泰三・悦子夫妻が山田監督へ送った一通のファンレターから、山田監督は「寅さんなら、たまたま立ち寄った神戸でボランティアをしていても不思議ではない」と思い、脚本を書き上げた。石倉夫妻の名は、そのままパン屋の店主役の宮川夫妻の役名として生かされている。
- NHKに寅さんの素顔を撮影させてほしいと頼まれた時、当初松竹は断るつもりだったが、渥美の承諾が得られた。その映像は、NHKで放送されたテレビ番組『クローズアップ現代・寅さんの60日』、『渥美清の伝言』、『渥美清の肖像〜知られざる肖像〜』や、ビデオとして発売された『おーい、寅さん 最後の撮影現場日記』のシーンに使用された。
- 長年撮影監督を担当していた高羽哲夫が急病で降板したことにより、本作のみ長沼六男に交代[注 2]。以後『母べえ』（2007年）まで山田作品の常連スタッフとなる。
- デビュー前で当時高校2年生だった元ちとせが歌う島唄「朝花節」がBGMで使われている。
- 佐藤蛾次郎は、この時に渥美が着ていた服を衣装部から貰い、渥美の形見として晩年まで着用していた。

### 次回作との関連
- 当初は、この後にも2本撮る予定だった。49作は『男はつらいよ 寅次郎 花へんろ』。収録地は高知県。秋からクランクインが予定されており、田中裕子がマドンナ役の予定だった[6]。後年の山田監督のインタビューによれば、「女性が子供をおろしたのだが兄がその子の父親が寅さんではないかという風に疑い、それから寅さんがこの兄妹の後見人になる、また泉と満男を結婚させる」というストーリーであった。[7]公開は1996年12月28日と決まり、撮影を控えていたが、渥美清の死去により幻になった。そこで渥美への追憶映画として、公開される予定だった日に『虹をつかむ男』が公開されている。
- また本来予定されていた最終作（50作）では、マドンナ役に黒柳徹子を起用するはずだった、と山田洋次は語っている。渥美清没後10年の命日を記念して掲載された、2006年8月4日の北日本新聞のコラム「天地人」によると、舞台は富山県が最有力候補で、ストーリーは「第49作で甥の結婚を見届けた寅次郎はテキ屋を引退、晩年は幼稚園の用務員になり、子供達と遊んでいるうちに死に、町の人が思い出のために地蔵を作る」というもの。このことは1990年8月25日に放送された『クイズダービー』（第754回）の第7問（三択問題）で出題されており、遅くとも同年時点でこの構想があったことがわかる。

## あらすじ
ある日、くるまやの面々が何気なくテレビを見ていると、この年に起こった阪神・淡路大震災のドキュメンタリーが放送されていた。そこにはなんとボランティアとして活躍する寅次郎の姿があり、村山総理を村ちゃんなどと呼び、大活躍していた。その事で皆はビックリ仰天。
そうしているうちに、満男が思いを寄せていた泉が訪ねてくる。見合いをした医者の卵との結婚について満男の気持ちを聞こうと来たのだが、満男は気が動転して、心にもなく素っ気ない態度を取ってしまい、そのまま別れる。しかし、昂った感情をどうにも抑える事が出来ず、結婚をやめさせるために式が行われる津山に行く。そして、式場に向かう泉の乗った車の進路をレンタカーで塞ぎ、さらに衝突させて後退させる。この地方では花嫁を後退させる事は縁起が悪い事とされていたため、式は即時中止となってしまう。関係者に殴られ、警察で事情を聞かれた後、満男は酔っぱらい、半ば無意識にそこへ来たブルートレインに乗り、そのまま鹿児島県奄美群島加計呂麻島にやってきた。

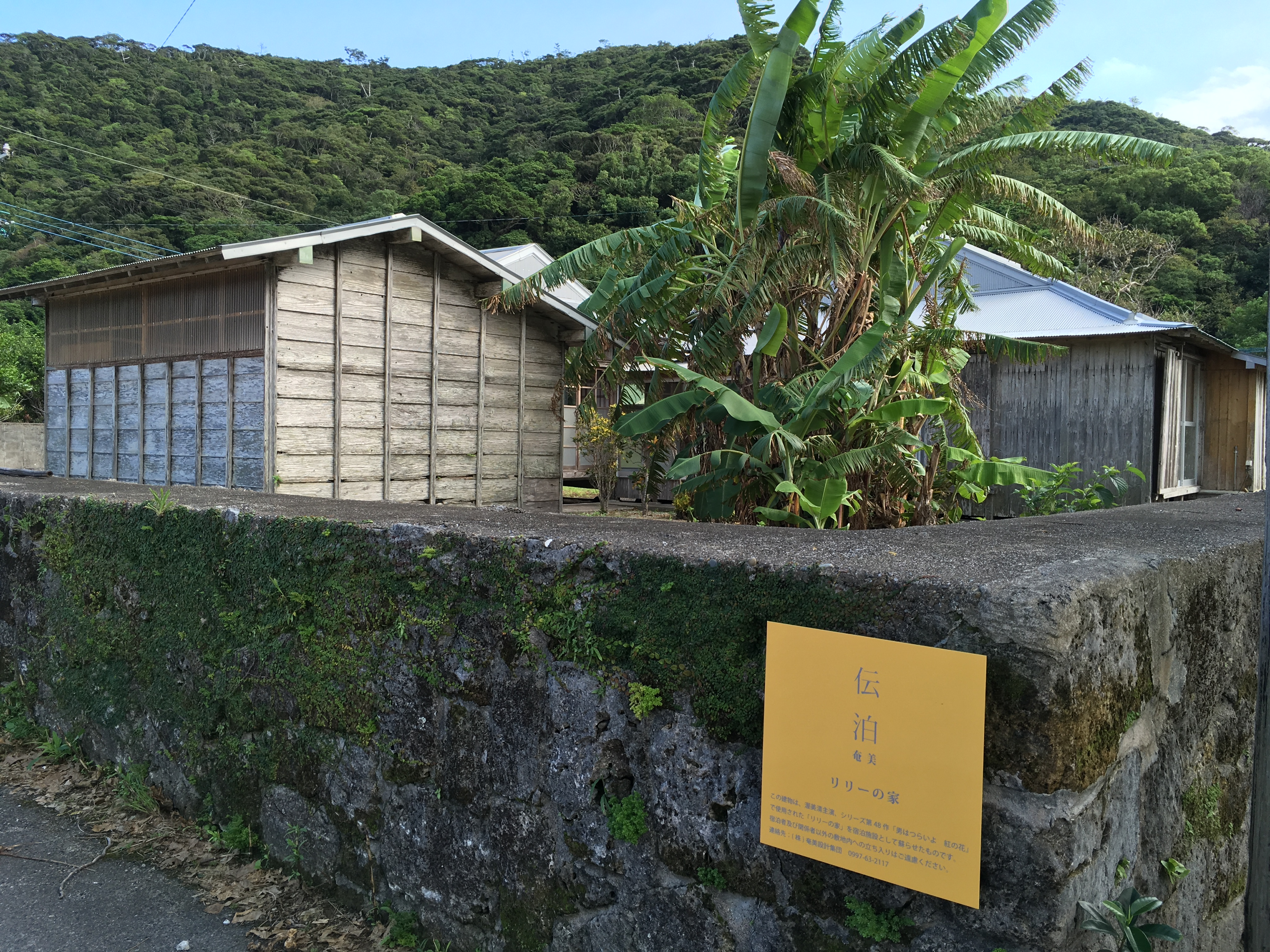
加計呂麻島で寅さんとリリーが暮らしたリリーの家

そこで、ある熟年の女性に声をかけられ、彼女の家に泊まることになるが、そこにはなんとその女性と夫婦同然に暮らす寅がいた。そして、その女性はかつてくるまや（当時はとらや）を何度も訪れ、満男のことも可愛がってくれたリリーだったのだ。満男は、しばらく島で漁師の手伝いなどをして、反省しながら暮らす。寅は、泉の結婚を邪魔してしまった満男に説教する。その真意は今まで自分が忠実に守ってきた「男は引き際が肝心」というところにあったのだが、それを聞いたリリーは寅に「女は男の気持ちをちゃんと伝えてほしいんだよ」「きれいごとなんかじゃないの」「男は卑怯なの」とあるだけの罵詈雑言を浴びせる。満男は、リリーの腹立ちの原因が「伯父さんという存在」にもあると分析する。リリーの言葉は、満男へのアドバイスであるとともに、引き際という体裁を重んじるあまり、自分に本当の気持ちをぶつけてくれなかった寅への22年分のメッセージでもあったのだ。
泉は柴又を訪ねて博と会い、縁談を解消したと告げ、満男の真意を確かめるために奄美にやってくる。海岸で「どうしてあんな事をしたの？」と問い詰める泉に、「愛しているからだよ！」と不器用に叫ぶ満男。感激する泉。ついに満男と泉はお互いの気持ちを通じ合えたのだった。寅とリリーもその瞬間を見届け、「無様だね」と言う寅に、「若いんだもの、いいじゃないか。私たちとは違うのよ」とリリーは涙する。
やがて、寅はリリーを連れて柴又へ帰郷する。思い出話に花が咲く寅とリリーだったが、フトしたことから喧嘩し、リリーは一人で島へ帰ろうとする。あえて出発前にそのことを自分に連絡してきたリリーの気持ちをくみ取ったさくらは、くるまやの２階で腰を下ろしたままの寅に、なぜリリーさんを止めないのか、リリーさんがお兄ちゃんと一緒にいてくれることがどれだけ嬉しいのかと訴える。すると、タクシーに乗ったリリーの隣に、突如として寅が乗り込んだ。「か弱い女を一人寂しく旅立たせるわけにはいかねえだろ」「寅さん、どこまで送っていただけるんですか？」「男が女を送るって場合にはな、その女の家（うち）の玄関まで送るっていうことよ」。
正月になり、さくらの元に満男と熱田神宮で初詣をしている泉から電話がかかってくる。また、リリーから年賀の手紙が来る。そこには、寅が奄美に帰ったあと、「例によってお酒の上で口喧嘩をした翌朝、置き手紙をしていなくなってしまいました」と記されていた。しかし、それは別れという結果を意味するものではない。次の出会いへの過程として記されている。「でもいつか、またひょっこり帰ってきてくれるかもしれません」、「もしかしてこの次寅さんに会うのは、北海道の、流氷が浮かぶ港町かもしれません」。
最後は、震災で破壊され、復興の途上にある正月の神戸の街を、寅が訪れるシーン。前述の「苦労したんだなあ。本当に皆さんご苦労様でした」という寅の最後の言葉を含め、「これ以上は望めない、寅さんを象徴するラストシーン」で終わる。

## スタッフ
- 監督：山田洋次
- 脚本：山田洋次、朝間義隆
- プロデューサー：深澤宏
- 音楽：山本直純、山本純ノ介
- 撮影：長沼六男、高羽哲夫

## キャスト
- 車寅次郎：渥美清
- 諏訪さくら：倍賞千恵子
- 諏訪満男：吉岡秀隆
- 車竜造：下條正巳
- 車つね：三崎千恵子
- 諏訪博：前田吟
- 社長：太宰久雄
- 源公：佐藤蛾次郎
- ポンシュウ：関敬六
- 世話役・伸吉：笹野高史 - 岡山県津山。結婚の世話役。
- EK無線タクシー運転手：犬塚弘
- 駅舎の男：桜井センリ - 因美線美作滝尾駅の委託役務員。
- 政夫：神戸浩 - 奄美大島・加計呂麻島。
- パン屋「いしくら」店主：宮川大助 - 神戸長田区。
- パン屋の妻：宮川花子 - 神戸長田区。
- 中村：笠井一彦
- ゆかり：マキノ佐代子
- 三平：北山雅康
- 佳代：鈴木美恵
- 江戸家：平田京子
- 篠原靖治
- 新郎：前田淳 - 岡山県津山。泉の結婚相手。
- 関谷次朗
- 親戚の青年：渡部夏樹 - 岡山県津山。新郎の親戚。
- 事務員：光映子 - 満男が勤める株式会社光陽商事。
- 津山の美容師：川井みどり
- 美作滝野駅の妻：田中世津子
- でいご丸船長：田中邦衛
- 及川礼子：夏木マリ
- リリーの母：千石規子 - 特別養護老人ホーム「青陽園」に入所中。
- 及川泉：後藤久美子
- リリー：浅丘ルリ子
- 村山富市：村山富市（ノンクレジット）
- 備後屋：露木幸次（ノンクレジット）
- 巡査：亀井威（ノンクレジット）
- 神戸菅原市場の会長：芦屋雁之助（ノンクレジット）
- 自転車の男：佐藤和弘（パンチ佐藤）（ノンクレジット）

## ロケ地
- 兵庫県神戸市長田区の菅原市場
- 岡山県津山市（美作滝尾駅、作州城東屋敷、上之町 (津山市)、津山城周辺）
- 岡山県真庭市勝山町並み保存地区[10]
- 鹿児島県奄美群島（加計呂麻島、奄美大島）[11]。
- 東京都台東区浅草
- 東京都八王子市川口町の老人ホーム青陽園（リリーの母の入居先）

## 記録
- 観客動員：170万人[12]
- 配給収入：11億6000万円[1]（12億円[12]とも）

## 受賞
- 第9回日刊スポーツ映画大賞主演女優賞 / 浅丘ルリ子
- 全国興行生活衛生同業組合連合会 第14回ゴールデングロス賞優秀銀賞[13]